# Victor Davis Hanson
Pour les articles homonymes, voir Hanson.
Victor Davis Hanson est un historien militaire américain né le 5 septembre 1953 à Fowler en Californie, spécialiste de la Grèce antique, et professeur émérite à l'université d'État de Californie.

## Biographie
Victor Davis Hanson s'est fait connaître par la publication de Guerre et agriculture dans la Grèce antique (à l'origine sa thèse de doctorat), ouvrage dans lequel il explique que l'on a beaucoup surestimé l'impact que pouvaient avoir les destructions de récoltes effectuées par des armées sur le territoire de leur adversaire (par exemple les raids organisés par les armées de Sparte contre l'Attique lors de la première phase de la guerre du Péloponnèse).
Il a également travaillé sur la matérialité des combats, dans la lignée des études de John Keegan. L'historien militaire anglais a pour sa part salué dans Le Modèle occidental de la guerre, un ouvrage « d'une importance profonde », qui a sa place aux côtés du Monde d'Ulysse de Moses I. Finley. Toutefois, l'idée qu'il existerait un ethos occidental de la guerre, qui serait né dans la Grèce de l'Antiquité et qui serait encore celui de l'Occident actuel, associée à une sympathie marquée pour l'idéologie néo-conservatrice (qui le conduit, dans son ouvrage sur la guerre du Péloponnèse, à comparer l'Athènes de Périclès avec les États-Unis actuels), a provoqué des réticences : ainsi, l'historien français Stéphane Audoin-Rouzeau voit dans les thèses de Hanson « une position idéologique qui instrumentalise les sciences sociales ».

## Opinion sur l'évolution des études classiques
Hanson a cosigné avec John Heath le livre Who Killed Homer? (« Qui a tué Homère ? »). Ce livre analyse le déclin des études classiques aux États-Unis et propose des solutions pour y remédier. L'importance des études classiques tient, selon Hanson et Heath, au fait que la connaissance des Grecs et des Romains est nécessaire à la compréhension profonde de la culture occidentale : « La réponse à la question qui consiste à se demander pourquoi le monde s'occidentalise est à chercher dans la sagesse grecque - raison qui suffit à justifier que nous ne devons pas abandonner l'étude de notre héritage ».
Hanson et Heath mettent ce déclin des études classiques sur le compte des universitaires eux-mêmes, qu'ils accusent d'être si imprégnés de politiquement correct et de pensée post-moderne, qu'ils ont perdu de vue ce que représente véritablement à leurs yeux la culture classique : « L'étude du grec, ces vingt dernières années, est devenue une profession, un petit monde - mais un monde peu reluisant - avec jets, conférences, publicité, jargon et privilèges ».

## La guerre du Péloponnèse
Dans son ouvrage La guerre du Péloponnèse, paru originellement en 2005 sous le titre A war like no other, plutôt que nous livrer une interprétation géostratégique et idéologique du conflit, Victor Davis Hanson préfère s'appuyer sur le récit de Thucydide pour examiner les différentes formes de combat : le feu (les dévastations de l'Attique et de la Mégaride), la maladie (la peste d'Athènes), la terreur (les incursions athéniennes sur les côtes du Péloponnèse), la cuirasse (les batailles d'hoplites de Délion et de Mantinée), les murs (le siège de Platées et des villes révoltées de Chalcidique), les chevaux (le désastre de l'expédition de Sicile) et les navires (la guerre de Décélie et d'Ionie). Avec ce procédé, il soutient la thèse selon laquelle cette guerre est moins celle d'Athènes et de Sparte que la grande guerre civile du monde grec.

## Positions politiques conservatrices
Victor Davis Hanson est une figure importante de la droite conservatrice aux États-Unis,. À partir des années 2010, il s'implique de manière croissante dans la politique américaine,. 
Il intervient régulièrement dans les médias américains comme Fox News pour attaquer la vaccination contre la pandémie de Covid-19 et s'oppose frontalement à la politique menée par Joe Biden en publiant : « Biden ou la destruction de la sagesse » ou affirmant qu'il s'agit du président le plus radical de l'histoire des États-Unis, entre autres car il propose la vaccination contre la pandémie. 
Pour lui, le « Pentagone souscrit au wokisme » et les États-Unis deviennent l'Union soviétique en n'hésitant pas à comparer le Parti démocrate à Joseph Staline. Il soutient que la « normalité est dans les faits la révolution » et soutient l'idée selon laquelle le Parti démocrate chercherait à détrôner Donald Trump en effectuant un coup d'État. 
Selon lui, le Parti démocrate est un parti « woke et néo-maoïste ». Trois jours après l'assaut du Capitole par des partisans de Donald Trump, il publie une tribune dans laquelle il dédouane l'attaque des assaillants, soutenant qu'elle peut être justifiée et compréhensible. En revanche, il s'est opposé aux émeutes de Noirs américains face à la mort de George Floyd en les qualifiant « d'anarchistes » et de « révolutionnaires cherchant à renverser l'histoire des États-Unis sans passer par les urnes ».

## Ouvrages traduits en français
- Le Modèle occidental de la guerre : la bataille d'infanterie dans la Grèce classique (trad. de l'anglais par Alain Billault, préf. John Keegan), Paris, Les Belles Lettres, 2001, 297 p. (ISBN 2-251-38004-3, présentation en ligne)
- Les guerres grecques, 1400-146 av. J.-C. (trad. Laurent Bury), Autrement, 2000, 223 p. (ISBN 2-86260-972-2, présentation en ligne)
- Carnage et culture : les grandes batailles qui ont fait l'Occident (trad. de l'anglais), Paris, Flammarion, 2002, 600 p. (ISBN 2-08-212544-0, présentation en ligne)
- La guerre du Péloponnèse, Flammarion, 2008, 480 p. (ISBN 978-2-08-210327-5 et 2-08-210327-7, présentation en ligne)